# 악셀 투에
악셀 투에(노르웨이어: Axel Thue, IPA: [tʉː] 1863년 2월 19일 ~ 1922년 3월 7일)는 노르웨이의 수학자이다. 디오판토스 방정식에 대한 연구 업적으로 유명하다.